# Ligue des champions de l'UEFA 2014-2015
Navigation
Édition précédente Édition suivante
La Ligue des champions 2014-2015 est la 60e édition de la coupe d'Europe des clubs champions. 77 clubs européens y participent.
Elle oppose les meilleurs clubs européens qui se sont illustrés dans leurs championnats respectifs la saison précédente.
La finale s'est déroulée le 6 juin 2015 au Stade olympique de Berlin. Elle oppose la Juventus de Turin au FC Barcelone. Ce dernier remporte la finale sur le score de 3 buts à 1. Pour la première fois depuis le doublé de l'AC Milan en 1989-1990, le trophée reste dans le même pays d'une année sur l'autre.

## Participants
Un total de 77 équipes provenant de 53 associations membres de l'UEFA participeront à la Ligue des champions 2014‑2015.
D'après les coefficients UEFA des pays 2012-2013, une liste d’accès définit d’abord le nombre de clubs qu’une association a droit d’envoyer. La répartition pour la saison 2014-2015 est la suivante :
- Les associations aux places 1 à 3 envoient les quatre meilleurs clubs de leur championnat ;
- celles aux places 4 à 6 envoient les trois meilleurs ;
- celles aux places 7 à 15, les deux meilleurs ;
- celles aux places 16 à 54, leur champion, exception faite du Liechtenstein dont les clubs membres jouent en Suisse.

Dans un second temps, le rang en championnat détermine le tour d’arrivée. Mais si le tenant du titre, pour qui une place est réservée, se qualifie via son championnat, la liste est décalée : le champion du 13e pays (Suisse) se qualifie directement pour la phase de groupes, le champion du 16e pays (Autriche) accède directement au troisième tour préliminaire et ceux des 47e et 48e pays (Irlande du Nord et Pays de Galles) avancent au deuxième tour préliminaire.
Le classement est sur UEFA.com
|     | Espagne                   | Angleterre               | Allemagne                  |
| --- | ------------------------- | ------------------------ | -------------------------- |
| 1er | Atlético Madrid (119.542) | Manchester City (72.949) | Bayern Munich (154.328)    |
| 2e  | FC Barcelone (157.542)    | Liverpool (58.949)       | Borussia Dortmund (82.328) |
| 3e  | Real Madrid T (161.542)   | Chelsea FC (140.949)     | Schalke 04 (95.328)        |

|     | Italie            | Portugal                   | France                       |
| --- | ----------------- | -------------------------- | ---------------------------- |
| 1er | Juventus (80.387) | Benfica Lisbonne (129.459) | Paris Saint-Germain (80.300) |
| 2e  | AS Roma (39.887)  | Sporting (58.459)          | AS Monaco (11.300)           |

|     | Ukraine                   | Russie               | Pays-Bas                | Turquie              | Belgique                | Grèce               | Suisse           |
| --- | ------------------------- | -------------------- | ----------------------- | -------------------- | ----------------------- | ------------------- | ---------------- |
| 1er | Chakhtar Donetsk (78.193) | CSKA Moscou (66.899) | Ajax Amsterdam (61.862) | Galatasaray (55.340) | RSC Anderlecht (50.260) | Olympiakos (67.720) | FC Bâle (75.645) |

| Barrages | Barrages |
| --- | --- |
| Aucune entrée | |
| Troisième tour de qualification | |
| - Chypre : APOEL Nicosie (39.150) - Danemark : Aalborg BK (5.260) | - Autriche : Red Bull Salzbourg (46.185) |
| Deuxième tour de qualification | |
| - République tchèque : Sparta Prague (28.870) - Roumanie : Steaua Bucarest (39.451) - Israël : Maccabi Tel-Aviv (17.875) - Biélorussie : BATE Borisov (33.725) - Pologne : Legia Varsovie (15.275) - Croatie : Dinamo Zagreb (23.925) - Suède : Malmö FF (6.265) - Écosse : Celtic Glasgow (36.813) - Serbie : Partizan Belgrade (14.825) - Slovaquie : Slovan Bratislava (8.700) - Norvège : Strømsgodset IF (4.855) - Bulgarie : Ludogorets Razgrad (18.125) - Hongrie : Debrecen VSC (10.325) - Slovénie : NK Maribor (16.200) - Géorgie : Dinamo Tbilissi (6.975) - Azerbaïdjan : Qarabağ Ağdam (7.575) | - Finlande : HJK Helsinki (7.435) - Bosnie-Herzégovine : Zrinjski Mostar (4.000) - Moldavie : Sheriff Tiraspol (17.075) - Irlande : St. Patrick's Athletic (4.775) - Lituanie : Žalgiris Vilnius (3.050) - Kazakhstan : FK Aktobe (8.150) - Lettonie : FK Ventspils (7.750) - Islande : KR Reykjavik (5.350) - Monténégro : FK Sutjeska Nikšić (2.450) - Macédoine : Rabotnički Skopje (4.550) - Albanie : Skënderbeu Korçë (4.600) - Malte : Valletta FC (4.466) - Luxembourg : F91 Dudelange (4.975) - Irlande du Nord : Cliftonville (3.225) - Pays de Galles : The New Saints (4.850) |
| Premier tour de qualification | |
| - Estonie : Levadia Tallinn (4.575) - Arménie : Banants Erevan (1.325) - Îles Féroé : HB Tórshavn (3.175) | - Saint-Marin : SP La Fiorita (0.699) - Andorre : FC Santa Coloma (2.166) - Gibraltar : Lincoln Red Imps (0.000) |

| Barrages |
| --- |
| - Quatrième - Espagne : Athletic Club (54.542) - Angleterre : Arsenal FC (112.949) - Allemagne : Bayer Leverkusen (70.328) - Troisième - Italie : SSC Naples (61.387) - Portugal : FC Porto (105.459) |
| Troisième tour de qualification |
| - Troisième - France : Lille OSC (45.300) - Deuxième - Russie : Zénith Saint-Pétersbourg (73.899) - Ukraine : Dnipro Dnipropetrovsk (32.193) - Pays-Bas : Feyenoord Rotterdam (13.362) - Turquie : Beşiktaş (34.340) - Belgique : Standard de Liège (38.260) - Grèce : Panathinaïkos (30.220) - Suisse : Grasshopper Zurich (9.645) - Chypre : AEL Limassol (8.650) - Danemark : FC Copenhague (45.260) |

## Calendrier
| Nom                                             | Tirage au sort  | Match aller                                            | Match retour                              | Nombre de participants | Nombre en lice |
| ----------------------------------------------- | --------------- | ------------------------------------------------------ | ----------------------------------------- | ---------------------- | -------------- |
| Phase qualificative (2014)                      |                 |                                                        |                                           |                        |                |
| Premier tour de qualification                   | 23 juin         | 1-2 juillet                                            | 8-9 juillet                               | 6                      | 77 à 74        |
| Deuxième tour de qualification                  | 23 juin         | 15-16 juillet                                          | 22-23 juillet                             | 34 (3+31)              | 74 à 57        |
| Troisième tour de qualification                 | 18 juillet      | 29-30 juillet                                          | 5-6 août                                  | 30 (17+13)             | 57 à 42        |
| Quatrième tour (Barrages)                       | 8 août          | 19-20 août                                             | 26-27 août                                | 20 (15+5)              | 42 à 32        |
| Phase de groupes (2014)                         |                 |                                                        |                                           |                        |                |
| Journées 1 et 5 Journées 2 et 6 Journées 3 et 4 | 28 août         | 16-17 septembre 30 septembre-1er octobre 21-22 octobre | 25-26 novembre 9-10 décembre 4-5 novembre | 32 (10 + 22)           | 32 à 16        |
| Phase à élimination directe (2015)              |                 |                                                        |                                           |                        |                |
| Huitièmes de finale                             | 15 décembre     | 17-18-24-25 février                                    | 10-11-17-18 mars                          | 16                     | 16 à 8         |
| Quarts de finale                                | 20 mars         | 14-15 avril                                            | 21-22 avril                               | 8                      | 8 à 4          |
| Demi-finales                                    | 24 avril        | 5-6 mai                                                | 12-13 mai                                 | 4                      | 4 à 2          |
| Finale                                          | 6 juin à Berlin | 6 juin à Berlin                                        | 6 juin à Berlin                           | 2                      | 2 à 1          |

## Phase qualificative
Les équipes marquées d'un astérisque sont têtes de série lors du tirage au sort et ne peuvent se rencontrer.

### Premier tour de qualification
Six équipes participent à ce tour de qualification, les têtes de série sont désignées en fonction de leur coefficient UEFA 2014.
| Têtes de série  | Têtes de série | -                | -     |
| --------------- | -------------- | ---------------- | ----- |
| Levadia Tallinn | 4.575          | Banants Erevan   | 1.325 |
| HB Tórshavn     | 3.175          | SP La Fiorita    | 0.699 |
| FC Santa Coloma | 2.166          | Lincoln Red Imps | 0.000 |

| Équipe           | Aller | Total | Retour | Équipe           |
| ---------------- | ----- | ----- | ------ | ---------------- |
| *FC Santa Coloma | 1 - 0 | 3 - 3 | E2 - 3 | Banants Erevan   |
| SP La Fiorita    | 0 - 1 | 0 - 8 | 0 - 7  | Levadia Tallinn* |
| Lincoln Red Imps | 1 - 1 | 3 - 6 | 2 - 5  | HB Tórshavn*     |

### Deuxième tour de qualification
| Équipe              | Aller | Total | Retour | Équipe                 |
| ------------------- | ----- | ----- | ------ | ---------------------- |
| *BATE Borisov       | 0 - 0 | 1- 1  | E1 - 1 | Skënderbeu Korçë       |
| FC Santa Coloma     | 0 - 1 | 0 - 3 | 0 - 2  | Maccabi Tel-Aviv*      |
| Dinamo Tbilissi     | 0 - 1 | 0 - 4 | 0 - 3  | FK Aktobe*             |
| Zrinjski Mostar     | 0 - 0 | 0 - 2 | 0 - 2  | NK Maribor*            |
| *Sheriff Tiraspol   | 2 - 0 | 5 - 0 | 3 - 0  | Sutjeska Nikšić        |
| *Sparta Prague      | 7 - 0 | 8 - 1 | 1 - 1  | Levadia Tallinn        |
| Malmö FF            | 0 - 0 | 1 - 0 | 1 - 0  | FK Ventspils*          |
| * Slovan Bratislava | 1 - 0 | 3 - 0 | 2 - 0  | The New Saints         |
| KR Reykjavik        | 0 - 1 | 0 - 5 | 0 - 4  | Celtic Glasgow*        |
| Cliftonville        | 0 - 0 | 0 - 2 | 0 - 2  | Debrecen VSC*          |
| *Partizan Belgrade  | 3 - 0 | 6 - 1 | 3 - 1  | HB Tórshavn            |
| *Legia Varsovie     | 1 - 1 | 6 - 1 | 5 - 0  | St. Patrick's Athletic |
| Rabotnički Skopje   | 0 - 0 | 1 - 2 | 1 - 2  | HJK Helsinki*          |
| *Dinamo Zagreb      | 2 - 0 | 4 - 0 | 2 - 0  | Žalgiris Vilnius       |
| *Ludogorets Razgrad | 4 - 0 | 5 - 1 | 1 - 1  | F91 Dudelange          |
| Valletta FC         | 0 - 1 | 0 - 5 | 0 - 4  | Qarabağ Ağdam*         |
| Strømsgodset IF     | 0 - 1 | 0 - 3 | 0 - 2  | Steaua Bucarest*       |

### Troisième tour de qualification
Le 17 juillet 2014, à la veille du tirage au sort, l'UEFA a fait savoir que, à la suite du conflit à l'est de l'Ukraine entre l'armée ukrainienne et les séparatistes pro-russes, aucun match opposant des équipes ukrainienne et russe n'aura lieu jusqu'à nouvel ordre en Ligue des Champions ou en Ligue Europa
| Équipe                | Aller              | Total              | Retour             | Équipe                    |
| Voie des Champions    | Voie des Champions | Voie des Champions | Voie des Champions | Voie des Champions        |
| --------------------- | ------------------ | ------------------ | ------------------ | ------------------------- |
| Qarabağ Ağdam         | 2 - 1              | 2 - 3              | 0 - 2              | Red Bull Salzbourg*       |
| Debrecen VSC          | 1 - 0              | 2 - 3              | 1 - 3              | BATE Borisov*             |
| *Slovan Bratislava    | 2 - 1              | 2 - 1              | 0 - 0              | Sheriff Tiraspol          |
| Aalborg BK            | 0 - 1              | 2 - 1              | 2 - 0              | Dinamo Zagreb*            |
| Legia Varsovie        | 4 - 1E             | 4 - 4              | 0 - 3,             | Celtic Glasgow*           |
| FK Aktobe             | 2 - 2              | 3 - 4              | 1 - 2              | Steaua Bucarest*          |
| NK Maribor            | 1 - 0              | 3 - 2              | 2 - 2              | Maccabi Tel-Aviv*         |
| HJK Helsinki          | 2 - 2              | 2 - 4              | 0 - 2              | APOEL Nicosie*            |
| *Sparta Prague        | 4 - 2E             | 4 - 4              | 0 - 2              | Malmö FF                  |
| *Ludogorets Razgrad   | 0 - 0              | 2 - 2              | E2 - 2             | Partizan Belgrade         |
| Voie de la Ligue      |                    |                    |                    |                           |
| AEL Limassol          | 1 - 0              | 1 - 3              | 0 - 3              | Zénith Saint-Pétersbourg* |
| Dnipro Dnipropetrovsk | 0 - 0              | 0 - 2              | 0 - 2              | FC Copenhague*            |
| Feyenoord Rotterdam   | 1 - 2              | 2 - 5              | 1 - 3              | Beşiktaş*                 |
| Grasshopper Zurich    | 0 - 2              | 1 - 3              | 1 - 1              | Lille OSC*                |
| *Standard de Liège    | 0 - 0              | 2 - 1              | 2 - 1              | Panathinaïkos             |

### Quatrième tour (barrages)

#### Tirage au sort
Les 20 équipes participant aux barrages sont réparties de la façon suivante :
- Voie des Champions : les 10 vainqueurs du troisième tour de qualification ;
- Voie de la Ligue : 5 équipes entrent en lice à ce stade, rejointes par les 5 équipes issues du troisième tour de qualification.

| Voie des Champions | Voie des Champions | Voie des Champions | Voie des Champions | Voie de la Ligue         | Voie de la Ligue | Voie de la Ligue  | Voie de la Ligue |
| Têtes de série     | Têtes de série     | -                  | -                  | Têtes de série           | Têtes de série   | -                 | -                |
| ------------------ | ------------------ | ------------------ | ------------------ | ------------------------ | ---------------- | ----------------- | ---------------- |
| Red Bull Salzbourg | 46.185             | Ludogorets Razgrad | 18.125             | Arsenal FC               | 112.949          | Athletic Club     | 54.542           |
| Steaua Bucarest    | 39.451             | NK Maribor         | 16.200             | FC Porto                 | 105.459          | Lille OSC         | 45.300           |
| APOEL Nicosie      | 39.150             | Slovan Bratislava  | 8.700              | Zénith Saint-Pétersbourg | 73.899           | FC Copenhague     | 45.260           |
| Celtic Glasgow     | 36.813             | Malmö FF           | 6.265              | Bayer Leverkusen         | 70.328           | Standard de Liège | 38.260           |
| BATE Borisov       | 33.725             | Aalborg BK         | 5.260              | SSC Naples               | 61.387           | Beşiktaş          | 34.340           |

| Équipe              | Aller              | Total              | Retour              | Équipe                    |
| Voie des champions  | Voie des champions | Voie des champions | Voie des champions  | Voie des champions        |
| ------------------- | ------------------ | ------------------ | ------------------- | ------------------------- |
| NK Maribor          | 1 - 1              | 2 - 1              | 1 - 0               | Celtic Glasgow*           |
| *Red Bull Salzbourg | 2 - 1              | 2 - 4              | 0 - 3               | Malmö FF                  |
| Aalborg BK          | 1 - 1              | 1 - 5              | 0 - 4               | APOEL Nicosie*            |
| *Steaua Bucarest    | 1 - 0              | 1 - 1              | 0 - 1 ap (5 - 6)tab | Ludogorets Razgrad        |
| Slovan Bratislava   | 1 - 1              | 1 - 4              | 0 - 3               | BATE Borisov*             |
| Voie de la Ligue    |                    |                    |                     |                           |
| Beşiktaş            | 0 - 0              | 0 - 1              | 0 - 1               | Arsenal FC*               |
| Standard de Liège   | 0 - 1              | 0 - 4              | 0 - 3               | Zénith Saint-Pétersbourg* |
| FC Copenhague       | 2 - 3              | 2 - 7              | 0 - 4               | Bayer Leverkusen*         |
| Lille OSC           | 0 - 1              | 0 - 3              | 0 - 2               | FC Porto*                 |
| *SSC Naples         | 1 - 1              | 2 - 4              | 1 - 3               | Athletic Club             |

Les équipes éliminées sont reversées en phase de groupes de la Ligue Europa.

## Phase de groupes

### Format et tirage au sort
Atletico Madrid
Real Madrid
Arsenal FC
Chelsea FC
Sporting CP
Benfica Lisbonne
Les 10 vainqueurs des barrages rejoignent les 22 qualifiés d'office pour la phase de groupes, à savoir : 
- les champions, vice-champions et troisièmes des associations classées de 1 à 3 à l'indice UEFA (Angleterre, Espagne et Allemagne);
- les champions et vice-champions des associations classées de 4 à 6 à l'indice UEFA (Italie, Portugal et France);
- les 6 champions des associations classées de 7 à 12 à l'indice UEFA (Ukraine, Russie, Pays-Bas, Turquie, Belgique, Grèce);
- le tenant du titre, ou -si déjà qualifié- le champion de l'association classée 13 à l'indice UEFA (Suisse).

Ces 32 équipes sont réparties en huit groupes de quatre où elles s'affrontent en matchs aller-retour sur six journées. Les deux premiers de chaque groupe se qualifient pour les huitièmes de finale tandis que les troisièmes de chaque groupe s'en vont disputer les seizièmes de finale de la Ligue Europa.
Pour le tirage au sort, les 32 équipes sont réparties en quatre pots selon leur coefficient UEFA. Le tirage au sort a eu lieu le 28 août 2014.
Le tenant du titre est placé d'office dans les têtes de série (pot 1), quelle que soit la valeur de son coefficient UEFA par rapport à celle des coefficients des autres équipes en compétition.
Légende : 
T : Tenant du titre

C : Champion national
- Futur qualifié pour les huitièmes de finale
- Futur repêché en seizièmes de finale de la Ligue Europa

| Pot 1              | Pot 1   | Pot 2                    | Pot 2  | Pot 3            | Pot 3  | Pot 4                | Pot 4  |
| ------------------ | ------- | ------------------------ | ------ | ---------------- | ------ | -------------------- | ------ |
| Real Madrid T      | 161.542 | Schalke 04               | 95.328 | Bayer Leverkusen | 70.328 | RSC Anderlecht C     | 50.260 |
| FC Barcelone       | 157.542 | Borussia Dortmund        | 82.328 | Olympiakos C     | 67.720 | AS Roma              | 39.887 |
| Bayern Munich C    | 154.328 | Juventus C               | 80.387 | CSKA Moscou C    | 66.899 | APOEL Nicosie C      | 39.150 |
| Chelsea FC         | 140.949 | Paris Saint-Germain C    | 80.300 | Ajax Amsterdam C | 61.862 | BATE Borisov C       | 33.725 |
| Benfica Lisbonne C | 129.459 | Chakhtar Donetsk C       | 78.193 | Liverpool        | 58.949 | Ludogorets Razgrad C | 18.125 |
| Atlético Madrid C  | 119.542 | FC Bâle C                | 75.645 | Sporting         | 58.459 | NK Maribor C         | 16.200 |
| Arsenal FC         | 112.949 | Zénith Saint-Pétersbourg | 73.899 | Galatasaray      | 55.340 | AS Monaco            | 11.300 |
| FC Porto           | 105.459 | Manchester City C        | 72.949 | Athletic Club    | 54.542 | Malmö FF C           | 6.265  |

### Matchs et classements
Journée 1 : 16-17 septembre 2014
Journée 2 : 30 septembre-1er octobre 2014
Journée 3 : 21-22 octobre 2014
Journée 4 : 4-5 novembre 2014
Journée 5 : 25-26 novembre 2014
Journée 6 : 9-10 décembre 2014
Légende des classements
- Qualifié pour les huitièmes de finale
- Repêché en seizièmes de finale de la Ligue Europa

Légende des résultats
- Victoire à domicile
- Match nul
- Victoire à l'extérieur

#### Groupe A
| Rang | Équipe          | Pts | J | G | N | P | Bp | Bc | Diff |  | Résultats (▼ dom., ► ext.) |     |     |     |     |
| ---- | --------------- | --- | - | - | - | - | -- | -- | ---- |  | -------------------------- | --- | --- | --- | --- |
| 1    | Atlético Madrid | 13  | 6 | 4 | 1 | 1 | 14 | 3  | +11  |  | Atlético Madrid            |     | 1-0 | 4-0 | 5-0 |
| 2    | Juventus        | 10  | 6 | 3 | 1 | 2 | 7  | 4  | +3   |  | Juventus                   | 0-0 |     | 3-2 | 2-0 |
| 3    | Olympiakos      | 9   | 6 | 3 | 0 | 3 | 10 | 13 | -3   |  | Olympiakos                 | 3-2 | 1-0 |     | 4-2 |
| 4    | Malmö FF        | 3   | 6 | 1 | 0 | 5 | 4  | 15 | -11  |  | Malmö FF                   | 0-2 | 0-2 | 2-0 |     |

#### Groupe B
| Rang | Équipe             | Pts | J | G | N | P | Bp | Bc | Diff |  | Résultats (▼ dom., ► ext.) |     |     |     |     |
| ---- | ------------------ | --- | - | - | - | - | -- | -- | ---- |  | -------------------------- | --- | --- | --- | --- |
| 1    | Real Madrid        | 18  | 6 | 6 | 0 | 0 | 16 | 2  | +14  |  | Real Madrid                |     | 5-1 | 1-0 | 4-0 |
| 2    | FC Bâle            | 7   | 6 | 2 | 1 | 3 | 7  | 8  | -1   |  | FC Bâle                    | 0-1 |     | 1-0 | 4-0 |
| 3    | Liverpool          | 5   | 6 | 1 | 2 | 3 | 5  | 9  | -4   |  | Liverpool                  | 0-3 | 1-1 |     | 2-1 |
| 4    | Ludogorets Razgrad | 4   | 6 | 1 | 1 | 4 | 5  | 14 | -9   |  | Ludogorets Razgrad         | 1-2 | 1-0 | 2-2 |     |

#### Groupe C
| Rang | Équipe                   | Pts | J | G | N | P | Bp | Bc | Diff |  | Résultats (▼ dom., ► ext.) |     |     |     |     |
| ---- | ------------------------ | --- | - | - | - | - | -- | -- | ---- |  | -------------------------- | --- | --- | --- | --- |
| 1    | AS Monaco                | 11  | 6 | 3 | 2 | 1 | 4  | 1  | +3   |  | AS Monaco                  |     | 1-0 | 2-0 | 0-0 |
| 2    | Bayer Leverkusen         | 10  | 6 | 3 | 1 | 2 | 7  | 4  | +3   |  | Bayer Leverkusen           | 0-1 |     | 2-0 | 3-1 |
| 3    | Zénith Saint-Pétersbourg | 7   | 6 | 2 | 1 | 3 | 4  | 6  | -2   |  | Zénith Saint-Pétersbourg   | 0-0 | 1-2 |     | 1-0 |
| 4    | Benfica Lisbonne         | 5   | 6 | 1 | 2 | 3 | 2  | 6  | -4   |  | Benfica Lisbonne           | 1-0 | 0-0 | 0-2 |     |

#### Groupe D
| Rang | Équipe            | Pts | J | G | N | P | Bp | Bc | Diff |  | Résultats (▼ dom., ► ext.) |     |     |     |     |
| ---- | ----------------- | --- | - | - | - | - | -- | -- | ---- |  | -------------------------- | --- | --- | --- | --- |
| 1    | Borussia Dortmund | 13  | 6 | 4 | 1 | 1 | 14 | 4  | +10  |  | Borussia Dortmund          |     | 2-0 | 1-1 | 4-1 |
| 2    | Arsenal FC        | 13  | 6 | 4 | 1 | 1 | 15 | 8  | +7   |  | Arsenal FC                 | 2-0 |     | 3-3 | 4-1 |
| 3    | RSC Anderlecht    | 6   | 6 | 1 | 3 | 2 | 8  | 10 | -2   |  | RSC Anderlecht             | 0-3 | 1-2 |     | 2-0 |
| 4    | Galatasaray       | 1   | 6 | 0 | 1 | 5 | 4  | 19 | -15  |  | Galatasaray                | 0-4 | 1-4 | 1-1 |     |

#### Groupe E
| Rang | Équipe          | Pts | J | G | N | P | Bp | Bc | Diff |  | Résultats (▼ dom., ► ext.) |     |     |     |     |
| ---- | --------------- | --- | - | - | - | - | -- | -- | ---- |  | -------------------------- | --- | --- | --- | --- |
| 1    | Bayern Munich   | 15  | 6 | 5 | 0 | 1 | 16 | 4  | +12  |  | Bayern Munich              |     | 1-0 | 2-0 | 3-0 |
| 2    | Manchester City | 8   | 6 | 2 | 2 | 2 | 9  | 8  | +1   |  | Manchester City            | 3-2 |     | 1-1 | 1-2 |
| 3    | AS Roma         | 5   | 6 | 1 | 2 | 3 | 8  | 14 | -6   |  | AS Roma                    | 1-7 | 0-2 |     | 5-1 |
| 4    | CSKA Moscou     | 5   | 6 | 1 | 2 | 3 | 6  | 13 | -7   |  | CSKA Moscou                | 0-1 | 2-2 | 1-1 |     |

#### Groupe F
| Rang | Équipe              | Pts | J | G | N | P | Bp | Bc | Diff |  | Résultats (▼ dom., ► ext.) |     |     |     |     |
| ---- | ------------------- | --- | - | - | - | - | -- | -- | ---- |  | -------------------------- | --- | --- | --- | --- |
| 1    | FC Barcelone        | 15  | 6 | 5 | 0 | 1 | 15 | 5  | +10  |  | FC Barcelone               |     | 3-1 | 3-1 | 1-0 |
| 2    | Paris Saint-Germain | 13  | 6 | 4 | 1 | 1 | 10 | 7  | +3   |  | Paris Saint-Germain        | 3-2 |     | 3-1 | 1-0 |
| 3    | Ajax Amsterdam      | 5   | 6 | 1 | 2 | 3 | 8  | 10 | -2   |  | Ajax Amsterdam             | 0-2 | 1-1 |     | 4-0 |
| 4    | APOEL Nicosie       | 1   | 6 | 0 | 1 | 5 | 1  | 12 | -11  |  | APOEL Nicosie              | 0-4 | 0-1 | 1-1 |     |

#### Groupe G
| Rang | Équipe     | Pts | J | G | N | P | Bp | Bc | Diff |  | Résultats (▼ dom., ► ext.) |     |     |     |     |
| ---- | ---------- | --- | - | - | - | - | -- | -- | ---- |  | -------------------------- | --- | --- | --- | --- |
| 1    | Chelsea FC | 14  | 6 | 4 | 2 | 0 | 17 | 3  | +14  |  | Chelsea FC                 |     | 1-1 | 3-1 | 6-0 |
| 2    | Schalke 04 | 8   | 6 | 2 | 2 | 2 | 9  | 14 | -5   |  | Schalke 04                 | 0-5 |     | 4-3 | 1-1 |
| 3    | Sporting   | 7   | 6 | 2 | 1 | 3 | 12 | 12 | 0    |  | Sporting                   | 0-1 | 4-2 |     | 3-1 |
| 4    | NK Maribor | 3   | 6 | 0 | 3 | 3 | 4  | 13 | -9   |  | NK Maribor                 | 1-1 | 0-1 | 1-1 |     |

#### Groupe H
| Rang | Équipe           | Pts | J | G | N | P | Bp | Bc | Diff |  | Résultats (▼ dom., ► ext.) |     |     |     |     |
| ---- | ---------------- | --- | - | - | - | - | -- | -- | ---- |  | -------------------------- | --- | --- | --- | --- |
| 1    | FC Porto         | 14  | 6 | 4 | 2 | 0 | 16 | 4  | +12  |  | FC Porto                   |     | 1-1 | 2-1 | 6-0 |
| 2    | Chakhtar Donetsk | 9   | 6 | 2 | 3 | 1 | 15 | 4  | +11  |  | Chakhtar Donetsk           | 2-2 |     | 0-1 | 5-0 |
| 3    | Athletic Club    | 7   | 6 | 2 | 1 | 3 | 5  | 6  | -1   |  | Athletic Club              | 0-2 | 0-0 |     | 2-0 |
| 4    | BATE Borisov     | 3   | 6 | 1 | 0 | 5 | 2  | 24 | -22  |  | BATE Borisov               | 0-3 | 0-7 | 2-1 |     |

## Phase à élimination directe
| \| Atlético Madrid Juventus Real Madrid FC Bâle AS Monaco Bayer Leverkusen Dortmund Arsenal Bayern Munich Man. City Barcelone Paris SG Chelsea Schalke 04 FC Porto Chakhtar Donetsk \| Localisation des clubs qualifiés pour la phase à élimination directe. Huitième de finalistes Quart de finalistes Demi-finalistes Finaliste Vainqueur |
| Atlético Madrid Juventus Real Madrid FC Bâle AS Monaco Bayer Leverkusen Dortmund Arsenal Bayern Munich Man. City Barcelone Paris SG Chelsea Schalke 04 FC Porto Chakhtar Donetsk |

### Qualification et tirage au sort
Pour le tirage des huitièmes de finale, les 8 premiers de groupe du tour précédent sont têtes de série et reçoivent pour le match retour, ils ne peuvent donc pas se rencontrer.
Deux équipes d'une même association nationale ne peuvent pas non plus se rencontrer en huitièmes de finale, de même que deux équipes issues du même groupe. Cette limitation est levée à partir des quarts de finale.
| Les 16 qualifiés - récapitulatif avant tirage au sort | Les 16 qualifiés - récapitulatif avant tirage au sort | Les 16 qualifiés - récapitulatif avant tirage au sort |
| Groupe                                                | 1er (tête de série)                                   | 2e                                                    |
| ----------------------------------------------------- | ----------------------------------------------------- | ----------------------------------------------------- |
| A                                                     | Atlético Madrid                                       | Juventus                                              |
| B                                                     | Real Madrid                                           | FC Bâle                                               |
| C                                                     | AS Monaco                                             | Bayer Leverkusen                                      |
| D                                                     | Borussia Dortmund                                     | Arsenal FC                                            |
| E                                                     | Bayern Munich                                         | Manchester City                                       |
| F                                                     | FC Barcelone                                          | Paris Saint-Germain                                   |
| G                                                     | Chelsea FC                                            | Schalke 04                                            |
| H                                                     | FC Porto                                              | Chakhtar Donetsk                                      |

### Huitièmes de finale
| Équipe              | Aller | Total  | Retour              | Équipe             |
| ------------------- | ----- | ------ | ------------------- | ------------------ |
| Paris Saint-Germain | 1 - 1 | 3E - 3 | 2 - 2ap             | Chelsea FC         |
| Manchester City     | 1 - 2 | 1 - 3  | 0 - 1               | FC Barcelone       |
| Schalke 04          | 0 - 2 | 4 - 5  | 4 - 3               | Real Madrid        |
| Arsenal FC          | 1 - 3 | 3 - 3E | 2 - 0               | AS Monaco          |
| Juventus            | 2 - 1 | 5 - 1  | 3 - 0               | Borussia Dortmund  |
| FC Bâle             | 1 - 1 | 1 - 5  | 0 - 4               | FC Porto           |
| Chakhtar Donetsk    | 0 - 0 | 0 - 7  | 0 - 7               | Bayern Munich      |
| Bayer Leverkusen    | 1 - 0 | 1 - 1  | 0 - 1 ap (2 - 3)tab | Atlético de Madrid |

### Quarts de finale
| Équipe              | Aller | Total | Retour | Équipe        |
| ------------------- | ----- | ----- | ------ | ------------- |
| Paris Saint-Germain | 1 - 3 | 1 - 5 | 0 - 2  | FC Barcelone  |
| Atlético de Madrid  | 0 - 0 | 0 - 1 | 0 - 1  | Real Madrid   |
| FC Porto            | 3 - 1 | 4 - 7 | 1 - 6  | Bayern Munich |
| Juventus            | 1 - 0 | 1 - 0 | 0 - 0  | AS Monaco     |

### Demi-finales
| Équipe       | Aller | Total | Retour | Équipe        |
| ------------ | ----- | ----- | ------ | ------------- |
| Juventus     | 2 - 1 | 3 - 2 | 1 - 1  | Real Madrid   |
| FC Barcelone | 3 - 0 | 5 - 3 | 2 - 3  | Bayern Munich |

### Finale
La finale se dispute sur une seule rencontre, le samedi 6 juin 2015, à Berlin en Allemagne, à l'Olympiastadion Berlin.
| Club     | Score | Club         |
| -------- | ----- | ------------ |
| Juventus | 1 - 3 | FC Barcelone |

### Tableau final
|  | Huitièmes de finale | Huitièmes de finale | Huitièmes de finale | Huitièmes de finale |                     |                     | Quarts de finale | Quarts de finale | Quarts de finale | Quarts de finale |  |  | Demi-finales | Demi-finales | Demi-finales | Demi-finales |  |  | Finale                                      | Finale | Finale | Finale |
|  |                     |                     |                     |                     |                     |                     |                  |                  |                  |                  |  |  |              |              |              |              |  |  |                                             |        |        |        |
|  |                     |                     |                     |                     |                     |                     |                  |                  |                  |                  |  |  |              |              |              |              |  |  | 6 juin 2015 - Olympiastadion Berlin, Berlin |        |        |        |
|  | Juventus            | Juventus            | 2                   | 3                   |                     |                     |                  |                  |                  |                  |  |  |              |              |              |              |  |  |                                             |        |        |        |
|  | Juventus            | Juventus            | 2                   | 3                   |                     |                     |                  |                  |                  |                  |  |  |              |              |              |              |  |  |                                             |        |        |        |
|  | Borussia Dortmund   | Borussia Dortmund   | 1                   | 0                   |                     |                     |                  |                  |                  |                  |  |  |              |              |              |              |  |  |                                             |        |        |        |
|  | Borussia Dortmund   | Borussia Dortmund   | 1                   | 0                   | Juventus            | Juventus            | 1                | 0                |                  |                  |  |  |              |              |              |              |  |  |                                             |        |        |        |
|  |                     |                     |                     |                     | Juventus            | Juventus            | 1                | 0                |                  |                  |  |  |              |              |              |              |  |  |                                             |        |        |        |
|  |                     |                     | AS Monaco           | AS Monaco           | 0                   | 0                   |                  |                  |                  |                  |  |  |              |              |              |              |  |  |                                             |        |        |        |
|  | Arsenal FC          | Arsenal FC          | AS Monaco           | AS Monaco           | 0                   | 0                   | 1                | 2                |                  |                  |  |  |              |              |              |              |  |  |                                             |        |        |        |
|  | Arsenal FC          | Arsenal FC          |                     |                     |                     |                     |                  | 2                |                  |                  |  |  |              |              |              |              |  |  |                                             |        |        |        |
|  | AS Monaco           | AS Monaco           | 3 e                 | 0                   |                     |                     |                  |                  |                  |                  |  |  |              |              |              |              |  |  |                                             |        |        |        |
|  | AS Monaco           | AS Monaco           | 3 e                 | 0                   | Juventus            | Juventus            | 2                | 1                |                  |                  |  |  |              |              |              |              |  |  |                                             |        |        |        |
|  |                     |                     |                     |                     | Juventus            | Juventus            | 2                | 1                |                  |                  |  |  |              |              |              |              |  |  |                                             |        |        |        |
|  |                     |                     | Real Madrid CF      | Real Madrid CF      | 1                   | 1                   |                  |                  |                  |                  |  |  |              |              |              |              |  |  |                                             |        |        |        |
|  | Bayer Leverkusen    | Bayer Leverkusen    | Real Madrid CF      | Real Madrid CF      | 1                   | 1                   | 1                | 0ap (2)          |                  |                  |  |  |              |              |              |              |  |  |                                             |        |        |        |
|  | Bayer Leverkusen    | Bayer Leverkusen    |                     |                     |                     |                     |                  | 0ap (2)          |                  |                  |  |  |              |              |              |              |  |  |                                             |        |        |        |
|  | Atlético de Madrid  | Atlético de Madrid  | 0                   | 1 tab(3)            |                     |                     |                  |                  |                  |                  |  |  |              |              |              |              |  |  |                                             |        |        |        |
|  | Atlético de Madrid  | Atlético de Madrid  | 0                   | 1 tab(3)            | Atlético de Madrid  | Atlético de Madrid  | 0                | 0                |                  |                  |  |  |              |              |              |              |  |  |                                             |        |        |        |
|  |                     |                     |                     |                     | Atlético de Madrid  | Atlético de Madrid  | 0                | 0                |                  |                  |  |  |              |              |              |              |  |  |                                             |        |        |        |
|  |                     |                     | Real Madrid CF      | Real Madrid CF      | 0                   | 1                   |                  |                  |                  |                  |  |  |              |              |              |              |  |  |                                             |        |        |        |
|  | Schalke 04          | Schalke 04          | Real Madrid CF      | Real Madrid CF      | 0                   | 1                   | 0                | 4                |                  |                  |  |  |              |              |              |              |  |  |                                             |        |        |        |
|  | Schalke 04          | Schalke 04          |                     |                     |                     |                     |                  | 4                |                  |                  |  |  |              |              |              |              |  |  |                                             |        |        |        |
|  | Real Madrid CF      | Real Madrid CF      | 2                   | 3                   |                     |                     |                  |                  |                  |                  |  |  |              |              |              |              |  |  |                                             |        |        |        |
|  | Real Madrid CF      | Real Madrid CF      | 2                   | 3                   | Juventus            | Juventus            | 1                | 1                |                  |                  |  |  |              |              |              |              |  |  |                                             |        |        |        |
|  |                     |                     |                     |                     | Juventus            | Juventus            | 1                | 1                |                  |                  |  |  |              |              |              |              |  |  |                                             |        |        |        |
|  |                     |                     | FC Barcelone        | FC Barcelone        | 3                   | 3                   |                  |                  |                  |                  |  |  |              |              |              |              |  |  |                                             |        |        |        |
|  | Paris Saint-Germain | Paris Saint-Germain | FC Barcelone        | FC Barcelone        | 3                   | 3                   | 1                | 2 ap             |                  |                  |  |  |              |              |              |              |  |  |                                             |        |        |        |
|  | Paris Saint-Germain | Paris Saint-Germain |                     |                     |                     |                     |                  | 2 ap             |                  |                  |  |  |              |              |              |              |  |  |                                             |        |        |        |
|  | Chelsea FC          | Chelsea FC          | 1                   | 2                   |                     |                     |                  |                  |                  |                  |  |  |              |              |              |              |  |  |                                             |        |        |        |
|  | Chelsea FC          | Chelsea FC          | 1                   | 2                   | Paris Saint-Germain | Paris Saint-Germain | 1                | 0                |                  |                  |  |  |              |              |              |              |  |  |                                             |        |        |        |
|  |                     |                     |                     |                     | Paris Saint-Germain | Paris Saint-Germain | 1                | 0                |                  |                  |  |  |              |              |              |              |  |  |                                             |        |        |        |
|  |                     |                     | FC Barcelone        | FC Barcelone        | 3                   | 2                   |                  |                  |                  |                  |  |  |              |              |              |              |  |  |                                             |        |        |        |
|  | Manchester City     | Manchester City     | FC Barcelone        | FC Barcelone        | 3                   | 2                   | 1                | 0                |                  |                  |  |  |              |              |              |              |  |  |                                             |        |        |        |
|  | Manchester City     | Manchester City     |                     |                     |                     |                     |                  | 0                |                  |                  |  |  |              |              |              |              |  |  |                                             |        |        |        |
|  | FC Barcelone        | FC Barcelone        | 2                   | 1                   |                     |                     |                  |                  |                  |                  |  |  |              |              |              |              |  |  |                                             |        |        |        |
|  | FC Barcelone        | FC Barcelone        | 2                   | 1                   | FC Barcelone        | FC Barcelone        | 3                | 2                |                  |                  |  |  |              |              |              |              |  |  |                                             |        |        |        |
|  |                     |                     |                     |                     | FC Barcelone        | FC Barcelone        | 3                | 2                |                  |                  |  |  |              |              |              |              |  |  |                                             |        |        |        |
|  |                     |                     | Bayern Munich       | Bayern Munich       | 0                   | 3                   |                  |                  |                  |                  |  |  |              |              |              |              |  |  |                                             |        |        |        |
|  | FC Bâle 1893        | FC Bâle 1893        | Bayern Munich       | Bayern Munich       | 0                   | 3                   | 1                | 0                |                  |                  |  |  |              |              |              |              |  |  |                                             |        |        |        |
|  | FC Bâle 1893        | FC Bâle 1893        |                     |                     |                     |                     |                  | 0                |                  |                  |  |  |              |              |              |              |  |  |                                             |        |        |        |
|  | FC Porto            | FC Porto            | 1                   | 4                   |                     |                     |                  |                  |                  |                  |  |  |              |              |              |              |  |  |                                             |        |        |        |
|  | FC Porto            | FC Porto            | 1                   | 4                   | FC Porto            | FC Porto            | 3                | 1                |                  |                  |  |  |              |              |              |              |  |  |                                             |        |        |        |
|  |                     |                     |                     |                     | FC Porto            | FC Porto            | 3                | 1                |                  |                  |  |  |              |              |              |              |  |  |                                             |        |        |        |
|  |                     |                     | Bayern Munich       | Bayern Munich       | 1                   | 6                   |                  |                  |                  |                  |  |  |              |              |              |              |  |  |                                             |        |        |        |
|  | Shakhtar Donetsk    | Shakhtar Donetsk    | Bayern Munich       | Bayern Munich       | 1                   | 6                   | 0                | 0                |                  |                  |  |  |              |              |              |              |  |  |                                             |        |        |        |
|  | Shakhtar Donetsk    | Shakhtar Donetsk    |                     |                     |                     |                     |                  | 0                |                  |                  |  |  |              |              |              |              |  |  |                                             |        |        |        |
|  | Bayern Munich       | Bayern Munich       | 0                   | 7                   |                     |                     |                  |                  |                  |                  |  |  |              |              |              |              |  |  |                                             |        |        |        |
|  | Bayern Munich       | Bayern Munich       | 0                   | 7                   |                     |                     |                  |                  |                  |                  |  |  |              |              |              |              |  |  |                                             |        |        |        |
|  |                     |                     |                     |                     |                     |                     |                  |                  |                  |                  |  |  |              |              |              |              |  |  |                                             |        |        |        |

## Classements annexes
- Statistiques officielles de l'UEFA.
- Rencontres de qualification non-incluses.

### Buteurs
| Rang | Buteur            | Club             | Buts | Minutes jouées |
| ---- | ----------------- | ---------------- | ---- | -------------- |
| 1    | Lionel Messi      | FC Barcelone     | 10   | 1147           |
| 1    | Cristiano Ronaldo | Real Madrid      | 10   | 1065           |
| 1    | Neymar            | FC Barcelone     | 10   | 1026           |
| 4    | Luiz Adriano      | Chakhtar Donetsk | 9    | 628            |
| 5    | Jackson Martínez  | FC Porto         | 7    | 629            |
| 6    | Thomas Müller     | Bayern Munich    | 7    | 777            |
| 7    | Luis Suárez       | FC Barcelone     | 7    | 827            |
| 8    | Carlos Tévez      | Juventus Turin   | 7    | 1156           |
| 9    | Sergio Agüero     | Manchester City  | 6    | 550            |
| 10   | Karim Benzema     | Real Madrid      | 6    | 664            |

### Passeurs
| Rang | Passeur                | Club              | Passes | Minutes jouées |
| ---- | ---------------------- | ----------------- | ------ | -------------- |
| 1    | Lionel Messi           | FC Barcelone      | 6      | 1147           |
| 2    | Andrés Iniesta         | FC Barcelone      | 5      | 786            |
| 3    | Bastian Schweinsteiger | Bayern Munich     | 4      | 456            |
| 4    | Cesc Fàbregas          | Chelsea           | 4      | 696            |
| 5    | Koke                   | Atlético Madrid   | 4      | 833            |
| 6    | Dani Alves             | FC Barcelone      | 4      | 961            |
| 7    | Cristiano Ronaldo      | Real Madrid       | 4      | 1065           |
| 8    | Pajtim Kasami          | Olympiakos        | 3      | 391            |
| 9    | Łukasz Piszczek        | Borussia Dortmund | 3      | 392            |
| 10   | Pedro Rodríguez        | FC Barcelone      | 3      | 397            |

### Équipe-type de la Ligue des champions de l'UEFA
| Gardien               |                |
| Marc-André ter Stegen | FC Barcelone   |
| Gianluigi Buffon      | Juventus Turin |
| Défenseurs            |                |
| Branislav Ivanović    | Chelsea        |
| Gerard Piqué          | FC Barcelone   |
| Javier Mascherano     | FC Barcelone   |
| Giorgio Chiellini     | Juventus Turin |
| Jordi Alba            | FC Barcelone   |
| Milieux               |                |
| Ivan Rakitić          | FC Barcelone   |
| Sergio Busquets       | FC Barcelone   |
| Andrés Iniesta        | FC Barcelone   |
| Claudio Marchisio     | Juventus Turin |
| Andrea Pirlo          | Juventus Turin |
| Toni Kroos            | Real Madrid    |
| Attaquants            |                |
| Lionel Messi          | FC Barcelone   |
| Luis Suárez           | FC Barcelone   |
| Neymar                | FC Barcelone   |
| Álvaro Morata         | Juventus Turin |
| Cristiano Ronaldo     | Real Madrid    |

## Nombre d'équipes par association et par tour
| Association         |                     | Phase de groupes                                    | Huitièmes de finale                     | Quarts de finale                   | Demi-finales             | Finale      |  |
| ------------------- | ------------------- | --------------------------------------------------- | --------------------------------------- | ---------------------------------- | ------------------------ | ----------- |  |
| Espagne             |                     | 4 Atlético, Barcelone, Real Madrid, Athletic Bilbao | 3 Atlético, Barcelone, Real Madrid      | 3 Atlético, Barcelone, Real Madrid | 2 Barcelone, Real Madrid | 1 Barcelone |  |
| Italie              |                     | 2 AS Roma, Juventus                                 | 1 Juventus                              | 1 Juventus                         | 1 Juventus               | 1 Juventus  |  |
| Allemagne           |                     | 4 Dortmund, Bayern, Schalke, Leverkusen             | 4 Dortmund, Bayern, Schalke, Leverkusen | 1 Bayern                           | 1 Bayern                 |             |  |
| France              |                     | 2 Monaco, Paris SG                                  | 2 Paris SG, Monaco                      | 2 Paris SG, Monaco                 |                          |             |  |
| Portugal            |                     | 3 Porto, Benfica, Sporting                          | 1 Porto                                 | 1 Porto                            |                          |             |  |
| Angleterre          |                     | 4 Chelsea, Liverpool, Arsenal, Man. City            | 3 Chelsea, Arsenal, Man. City           |                                    |                          |             |  |
| Russie              |                     | 2 Zénith, CSKA                                      |                                         |                                    |                          |             |  |
| Autres associations | Autres associations | 11                                                  | 2 Chakhtar Donetsk, FC Bâle             |                                    |                          |             |  |
| Total               | Total               | 32                                                  | 16                                      | 8                                  | 4                        | 2           |  |

- Associations n'ayant qu'un seul club représentant en phase de groupe, élimination :
  - en phase de groupe :  Anderlecht,  Malmö FF,  Ludogorets Razgrad,  APOEL Nicosie,  NK Maribor,  Galatasaray,  Olympiakos,  Ajax Amsterdam,  BATE Borisov
  - en huitièmes de finale :  Chakhtar Donetsk,  FC Bâle